# Sutlep
Sutlep (estlandssvenskt uttal: sutlop, estniska: Sutlepa) är en by i landskapet Läänemaa i västra Estland, 80 km sydväst om huvudstaden Tallinn. Den ligger i den del av Lääne-Nigula kommun som 1992-2017 tillhörde Nuckö kommun. 
Antalet invånare var 107 år 2011. Runt Sutlep är det mycket glesbefolkat, med 2 invånare per kvadratkilometer. Närmaste större samhälle är Hapsal, 12 km söder om Sutlep. Terrängen runt Sutlep är mycket platt och låglänt. Byn ligger på fastlandsidan av det idag uppgrundade sund som förr skilde Nuckö från fastlandet. Omgivningarna runt Sutlep är en mosaik av jordbruksmark och naturlig växtlighet.
Sutlep ligger i det område som traditionellt har varit bebott av estlandssvenskar och även det svenska namnet på byn är officiellt. Norr om Sutlep ligger Dirslätt och Klottorp, österut ligger Persåker och söderut ligger Imby och Salk. Västerut ligger Sutlepsjön och bortom den byarna Birkas och Lyckholm på Nuckö.